# Walk of Shame
Walk of Shame (La peor noche de mi vida en Hispanoamérica y Vaya resaca en España) es una película de 2014 escrita y dirigida por Steven Brill. La película fue estrenada en Estados Unidos el 2 de mayo de 2014 por Focus Features. La película es protagonizada por Elizabeth Banks, James Marsden, Gillian Jacobs, Sarah Wright, Ethan Suplee, Oliver Hudson y Willie Garson. Esta película fue originalmente distribuida por FilmDistrict. Sin embargo, cuando Focus Features absorbió FilmDistrict, fue vendido a la nueva división de Focus Features, Focus World.

## Elenco
- Elizabeth Banks como Meghan Miles.
- James Marsden como Gordon.
- Gillian Jacobs como Rose.
- Sarah Wright como Denise.
- Ethan Suplee como Oficial Dave.
- Oliver Hudson como Kyle.
- Willie Garson como Dan Karlin.
- Kevin Nealon como Chopper Steve.
- Bill Burr como Oficial Walter.
- Vic Chao como Capitán.
- Larry Gilliard, Jr. como Scrilla.
- Ken Davitian como conductor de taxi.
- P. J. Byrne como Moshe Schwartz.
- Alphonso McAuley como Pookie.
- Bryan Callen como Figueroa.
- Tig Notaro
- Niecy Nash como conductor de autobús.
- Da'Vone McDonald como Hulk.

## Argumento
Luego de que rompiera con su prometido Kyle y de que no la ascendieran, Meghan Miles, con sus amigas Rose y Denise van a una discoteca a emborracharse. Ahí Meghan conoce a Gordon, con quien pasa una noche de placer. Al estar sobria, Meghan, dándose cuenta de que no está en su casa, se va a la suya mientras que Gordon sigue dormido, pero antes logra escuchar un mensaje de su celular que su productor, Dan Karli, le envió diciendo que si la van a ascender luego de su reportaje en el noticiero de las 5:00 pm.
Al salir, ve que una grúa se lleva su auto, con su bolso y su dinero dentro de él. Decide ir a buscar su auto pero un taxista la confunde con una prostituta, ya que Denise le había prestado su vestido amarillo para que fueran a la discoteca, y la lleva al "revolcadero". Ella, no teniendo dinero y no estando en el lugar donde está su auto, se niega a pagarle. El hombre le hace un trato: dos bailes sensuales como pago. Meghan acepta, pero cuando el taxista no se da cuenta, ella huye. Caminando con frío, llega a un lugar donde las prostitutas trabajan. Le pide ayuda a conductores de autos que pasan por ahí, pero ellos se niegan a ayudarla. Los oficiales Dave y Walter le advierten a Meghan, confundiéndola con una prostituta, que la llevarán a la cárcel donde la vuelven a ver "ofreciendo sus servicios". Después de que los oficiales se vayan y las demás prostitutas la echen, Meghan sigue su camino hasta que de la nada termina escondiéndose de la policía en un expendio de drogas con los traficantes Scrilla, Hulk y Pookie. Ellos, al darse cuenta de que Meghan es la reportera del canal 6, le prestan un teléfono. Pero el problema es que solo se sabe los números de sus padres, el suyo y el de su ex, por lo que decide llamarlo pidiendo ayuda pero Meghan se da cuenta de que está con otra chica. En ese momento, la pandilla Figueroa los ataca por lo que Pookie ayuda a Meghan a salir de ahí. Antes de que Meghan se vaya, Pookie le regala crack para que lo intercambie en la calle y, además, le pide que los salude a Scrilla, a Hulk, a él y a sus familiares en el noticiero. Meghan sigue su camino, ya en la calle decide intercambiarle a un traficante el crack que le dio Pookie pero, el traficante, al saber quién le dio la droga a Meghan trata de atacarla pero ella huye en bus del cual después la botan.
Mientras tanto, en la comisaría reciben los reportes de que una mujer blanca con vestido amarillo estafó a un taxista, vendió drogas, desató una pelea entre los Ganstars y los Figueroa, etc. Los oficiales Dan y Walter reconocen que es la "prostituta" que ya habían visto por lo que su superior les ordenó arrestarla.
Por otro lado, Gordon, Rose y Denise salen a buscar a Meghan y la logran localizar gracias al GPS que lleva en sus llaves
Meghan se mete en más aprietos cuando la acusan de haber tratado de seducir a un rabino y cuando le roba la bicicleta a un niño.
En estudio, los superiores de Meghan llegan y Dan está más que nervioso al saber que Meghan todavía no llega
Luego de robar la bicicleta, comienza una persecución entre los oficiales y Meghan, en el camino Meghan se disfraza como masajista en un Spa pero el cliente al que tenía que atender era el taxista al que no le pagó. Al darse cuenta de quién es, él se lo dice a los oficiales y luego la siguen persiguiendo.
Gracias al "Autocalopsis" Meghan logra eludir a la policía y casi logra llevarse su auto pero, al tratar de llevárselo sin pagar, el carro se queda atascado entre las puertas del garaje
Gordon, Rose y Denise ayudan a Meghan y se la llevan. Ella, sabiendo que por el tráfico no iba a poder llegar a tiempo, llama a su amigo Chopper Steve, reportero del tránsito desde el aire, para que la lleve a ella y a Gordon al estudio. Mientras que los oficiales llegan y Rose les miente, diciendo que Meghan era una reportera disfrazada de criminal, por lo que dejan de perseguirla.
Al llegar, los maquillistas ayudan en lo posible a Meghan y ella comienza a dar el reportaje sobre los delitos cometidos por la mujer blanca de vestido amarillo (ella misma) pero ella decide no leer el reportaje y revela que ella es esa mujer y comienza a contar lo que pasó en la "peor noche de su vida", le agradece a sus amigas, a Dan y a Gordon por haberla ayudado y saluda a Pookie, Hulk, Scrillla, etc
Luego del reportaje, sus superiores le piden ser la presentadora de un reality y ella dice que tiene que pensarlo y deja a Dan a cargo de las negociaciones
Meghan y Gordon salen del estudio y comienzan a caminar de la mano, paseando por la ciudad, esperando una nueva aventura.

## Recepción
La película no fue pasada a los críticos, y recibió críticas negativas. Tiene un 13% en Rotten Tomatoes basado en 24 críticas. En Metacritic, tiene un 25/100.